# Estadi Yakubu Gowon
L'Estadi Yakubu Gowon, anteriorment anomenat Liberation Stadium, és un estadi esportiu de la ciutat de Port-Harcourt, a Nigèria, dedicat a la pràctica del futbol i l'atletisme.
És la seu del club Rivers United FC, i anteriorment del Dolphins Football Club. Té una capacitat per a 16.000 espectadors. L'any 2015 se li canvià el nom, posant-li el nom de l'antic cap d'estat militar, el general Yakubu Gowon.